# Tomini-Tolitoli-Sprachen
Die Tomini-Tolitoli-Sprachen bilden einen Zweig der malayo-polynesischen Sprachen innerhalb der austronesischen Sprachen. Die Gruppe der Sprachen wird am Golf von Tomini und im Bezirk Tolitoli in Zentralsulawesi gesprochen.
Einzelsprachen sind (Klassifikation nach Himmelmann (2001:20)):
- Tolitoli
  - Totoli
  - Boano
- Tomini
  - Nördliches Tomini
    - Ampibabo
    - Lauje
    - Tialo (Tomini)
    - Dondo

  - Südliches Tomini
    - Balaesang
    - Pendau
    - Dampelas
    - Taje (Petapa)
    - Tajio